# Деяния Эспландиана
«Деяния Эспландиана» (исп. Las sergas de Esplandián) — рыцарский роман Гарси Родригеса де Монтальво, продолжение романа «Амадис Гальский», рассказывающее о сыне Амадиса. Был впервые опубликован не позже 1510 года.

## Создание и публикация
В источниках нет точных данных о времени написания «Деяний Эспландиана» и о первой публикации романа. Гарси Родригес Монтальво умер примерно в 1505 году, и некоторые его произведения на тот момент ещё не были опубликованы. В 1508 году увидел свет его «Амадис Гальский», первые три книги которого — переработка португальского рыцарского романа, а четвёртая — оригинальный текст Монтальво. Закончив четвёртую книгу, Монтальво написал продолжение, рассказ о деяниях сына Амадиса по имени Эспландиан. По одной из версий, эта работа была закончена после 1492 года, но до 1504, когда умерла королева Изабелла I. Самое раннее из известных изданий «Деяний Эспландиана» датировано 1510 годом, но существует гипотеза о первом издании в 1496 году.

## Значение
Роман Монтальво обрёл большую популярность в Испании. Особенно известным и влиятельным стало описание мифического острова Калифорния, расположенного к западу от Индии:

Знайте, что по правую руку от Индии есть остров, названный Калифорнией, очень близкий к земному раю; он населён чёрными женщинами, без единого мужчины среди них, поскольку они живут как амазонки.— 
Это описание вдохновило Эрнана Кортеса и других конкистадоров на поиски острова, который, по их мнению, находился возле западного побережья Северной Америки. В 1539 году Франсиско де Ульоа исследовал Калифорнийский залив и добрался до устья реки Колорадо, установив, что это полуостров, а не остров. Тем не менее картографическая ошибка, изображение Калифорнии как острова, сохранялась на многих европейских картах вплоть до XVIII века.